# Agnès Sainte-Croix
Agnès Sainte-Croix, coniugata Beaux (Caen, 19 gennaio 1957), è un'ex cestista francese.

## Carriera
Con la Francia ha disputato i Campionati del mondo del 1979 e due edizioni dei Campionati europei (1978, 1980).